# Johannes Peter Müller
Johannes Peter Müller (født 14. juli 1801 i Koblenz, død 28. april 1858 i Berlin) var en tysk fysiolog.
Müller studerede i Bonn og havde oprindelig valgt teologi som studie, men skiftede studie til medicin. Allerede som student vakte han stor opsigt med afhandlingen Die Respiration des Fötus, som universitetet præmierede, og som senere (1823) blev udgivne, efter at Müller 1822 havde taget doktorgraden med afhandlingen De phoronomia animalium. Fra 1824 var han privatdocent i Bonn, hvor han 1826 blev ekstraordinær, 1830 ordentlig professor. Müller kaldtes 1833 til Berlin, hvor han blev til sin død som professor i anatomi og fysiologi, direktør for et anatomisk museum og Det Anatomiske Teater. Den virksomhed, som Müller udfoldede i disse år, blev af den mest indgribende betydning, idet den tidligere naturfilosofiske skole blev slået af marken og fysiologien rejstes på en basis af anatomi, fysik og kemi, så at der på dette område, som på flere andre, virkelig blev tale om, at en ny periode indlededes. At fremskridtene blev så betydelige, skyldes også, at han i udstrakt grad benyttede mikroskopet til systematisk gennemførte undersøgelser.
Müllers navn er knyttet til den rudimentære æggeleder, der er kendt som "Müllers gang", men som allerede var fundet 1825 af M.H. Rathke (Bildungsgeschichte der Genitalien aus anatomische Untersuchungen des Menschen und der Thiere, 1830), endvidere til optagelsen af de med klapper forsynede lymfehjerter hos koldblodede dyr (On the existence of four distinct hearts, having regular pulsations, connected with the lymphatic system in certain amphibious animals. Phil. Transact. 1833, i Müllers "Archiv", 1834); endelig nævnes Müller ofte i forbindelse med den Bellske læresætning, at rygmarvsnervernes dobbelte rødder har forskellig funktion. Müller var den første, der påviste, at svulsterne var byggede op af celler, og resultatet af hans undersøgelser blev loven om de embryonale og de patologiske nydannelsers identitet; derimod kunde de patologiske væv ikke deles i homologe og heterologe, hvad der spillede en rolle for deres opstilling i et system. Det ville føre for vidt at følge Müllers forskellige undersøgelser, der strækker sig over næsten alle medicinens felter. Kun skal anføres, at han — med Bischoff — sluttede sig til dem, der anså blodlegemerne som de egentlige bærere af livsprincippet, og at hans anatomisk-fysiologiske undersøgelser af øjet blev af overordentlig betydning; men det samme kan rigtignok også siges for stemmens, hørelsens og nervefunktionernes vedkommende.
Banebrydende, som han var, både i henseende til eksperiment og undersøgelse, var det naturligt, at han kom til at danne skole, fra hvilken nogle af den nyere tids lærdeste og genialeste forskere er udgået (Hermann von Helmholtz, Emil Du Bois-Reymond, Ernst Haeckel, Rudolf Virchow med flere; af danske Adolph Hannover), men denne bekæmpedes stærkt af de ældre. Således
vandt hans hovedværk Handbuch der Physlologie des Menschen ved sin fremkomst 1833—40 kun anerkendelse hos de yngre, skønt den snart skulle vise sig at være det værk, på hvilket hele den nyere tids fysiologi kom til at hvile. En mængde af hans arbejder udkom i det af ham fra 1834 udgivne Archiv für Anatomie, Physiologie und wissenschaftliche Medizin, som han redigerede til sin død. I sine senere år beskæftigede han sig særlig med sammenlignende anatomiske og zootomiske undersøgelser; hertil hører hans klassiske skrift Vergleichende Anatomie der Myxinoiden (1835—41); ved siden heraf må nævnes hans vigtige undersøgelser om fiskenes, amfibiernes, visse fugles, echinodermernes og radiolariernes systematik med mere.